# 광복절
광복절(光復節)은 1945년 8월 15일, 한반도가 35년간의 일본 식민 통치로부터 해방되고 일본제국주의자들에게 빼앗겼던 나라의 주권을 다시 되찾은 것을 기념하기 위해 제정한 국경일이다. 또한 이 날은 1948년 대한민국의 건국 기념일과도 겹친다. 매년 8월 15일이며, 광복절은 남한과 북한에서 모두 기념하는 유일한 정치적 공휴일이다.

## 어원
대한한국에서는 광복절져 있으며 빛이 돌아온 날이라는 의미다. 이름에 "독립(獨立)"대신 "복(復)"이라는 단어를 사용한 이유는 한국이 일본의 통치 이전에 수천 년 동안 독립을 유지했음을 강조하기 위해서다. 북한에서는 광복절이라는 단어 대신 조국해방의 날(조국해방의 날, 조국해방절)로 알려져 있다.

## 역사
이날은 1945년 8월 15일 일본이 무조건 항복을 선언한 날이다. 일본 제국군의 모든 병력은 연합군에 항복하라는 명령을 받았으며 마지막 일본 점령군은 1945년 9월 말에 남한을 떠났다. 미국과 소련은 한국에 두 개의 다른 국가 정부가 수립되는 것을 감독하는 3년간의 신탁 통치에 동의했다.

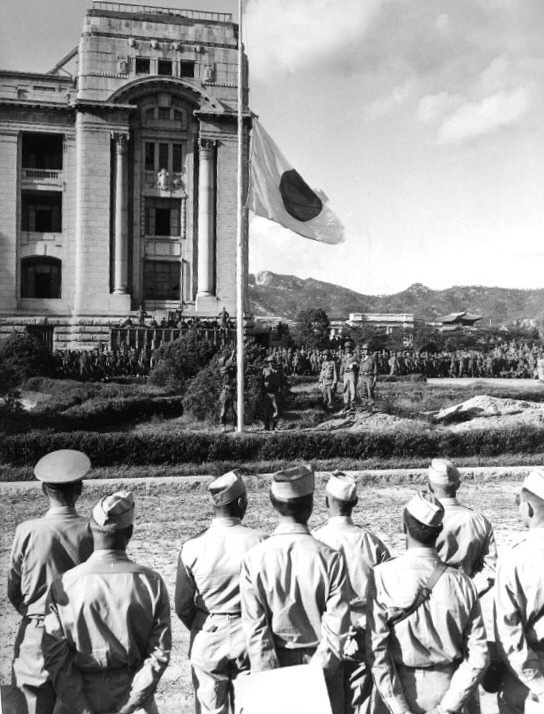
American soldiers lowering the Japanese flag at the former Japanese General Government Building, Seoul on 9 September 1945.

한반도는 기원전 2333년 건국 이래 역사상 처음으로 1910년 외세의 지배를 받게 되었고, 그 후 35년간의 점령기를 거치며 한국의 문화 와 언어를 말살하려는 시도가 있었다. 9월 1일, 국민정부준비위원회(조선건국준비위원회)에 의해 임시정부가 수립되었고 , 그 임시정부는 조선 총독 아베 노부유키의 대표인 엔도 류사쿠(遠藤隆作)와 여운형(呂運亨) 간의 8월 15일 협상에서 일본 국민의 안전한 통행을 보장하는 대가로 모든 포로를 석방하고 행정 및 사법권을 한국 당국에 이관하기로 합의했다.

## 대한민국

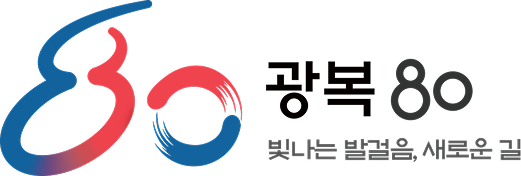
2025년, 광복절 80주년 기념 로고

대한민국에서는 이를 국경일 및 공휴일로 법제화함으로써 매년 양력 8월 15일에 기념하고 있다. 해방년도인 1945년과 건국년도인 1948년 모두 8월 15일에 이루어진 일들로, 두 날을 모두 기념하기 위한 것이다. 1949년 10월 1일, 〈국경일에 대한 법률〉에 따라 국경일 및 공휴일로 지정되어 대한민국에서는 전국적으로 각종 경축 행사가 거행되며, 공공기관, 가정에서는 태극기를 달아 기념하기도 한다.
1949년 5월 24일에 대한민국 정부가 3·1절(3월 1일), 헌법공포기념일(7월 17일), 독립기념일(8월 15일), 개천절(10월 3일)을 4대 국경일로 하는 안건을 국무회의에서 의결하였고, 국회 법제사법위원회에서 제정 과정을 거치면서 헌법공포일을 제헌절로 독립기념일을 광복절로 수정하였다. 같은 해 9월 21일, 해당 수정안이 제5회 국회본회의에서 통과되었으며, 1949년 10월 1일에 〈국경일에 관한 법률〉이 제정 및 공포되어 광복절이 국경일로 지정되었다.

## 조선민주주의인민공화국

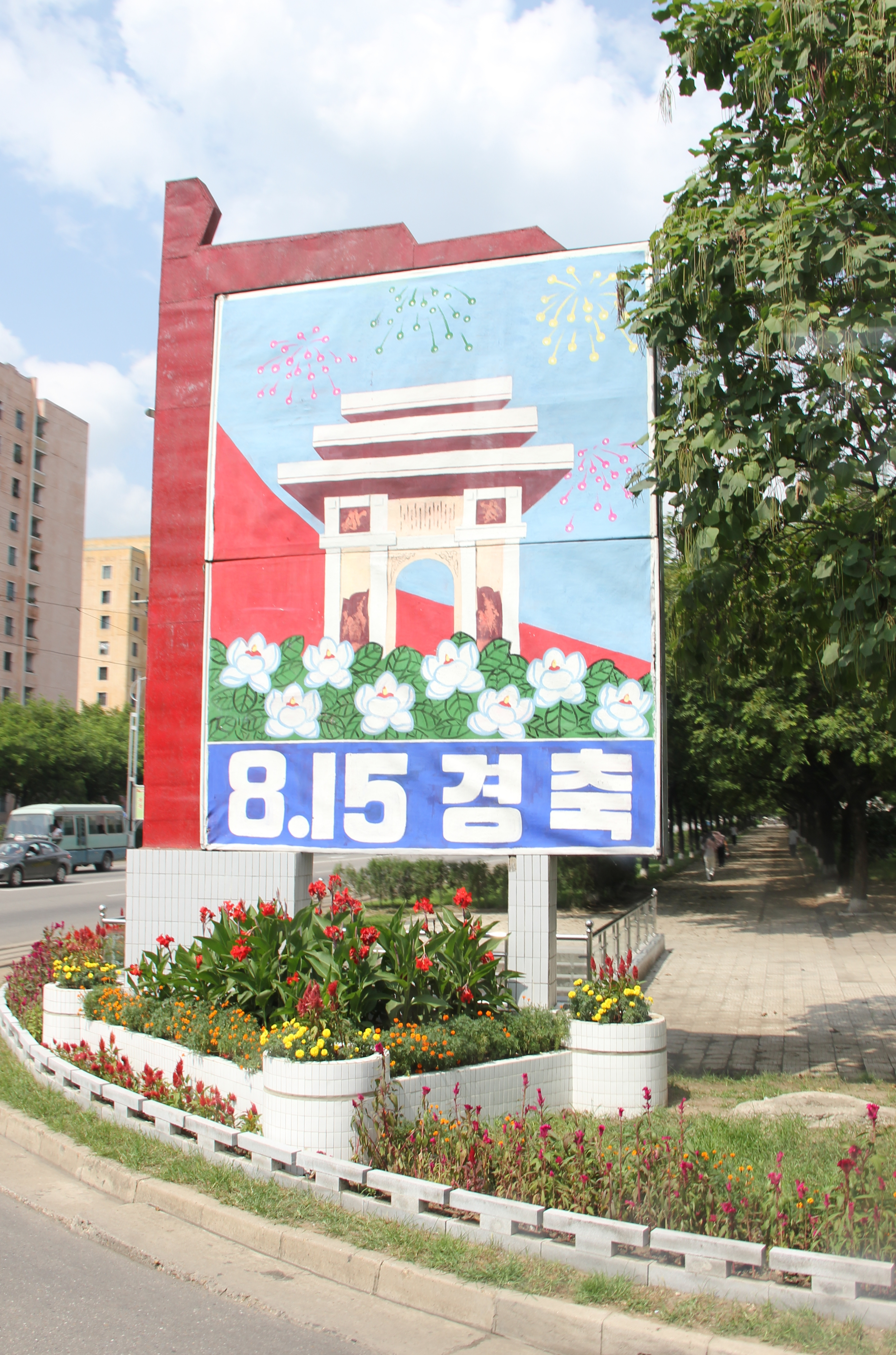
8월 15일을 기념하는 평양의 포스터

조선민주주의인민공화국에서는 광복절이 조국해방의 날(祖國解放의 날)로 불리며 법적 공휴일로 지정되어있다. 로동신문 등에서는 광복이 김일성의 성공적인 항일운동을 통해 이루어 진 것으로 선전하고 있다. 원래는 술, 고기, 과일 등의 특식이 제공되도록 하였으나 1990년대 고난의 행군으로 인해 중단되었거나 원활하지 못하게 되었다.

## 같이 보기
- 대일 전승 기념일
- 대한민국 (연호)
- 독립기념관
- 서대문형무소